# Раковица (Васлуј)
Раковица (рум. Racovița) насеље је у Румунији у округу Васлуј у општини Гарчени. Oпштина се налази на надморској висини од 288 m.

## Становништво
Према подацима из 2002. године у насељу је живело 206 становника, од којих су сви румунске националности.